# Бреннан, Джим
Джим Бреннан (англ. Jim Brennan; род. 8 мая 1977, Торонто) — канадский футболист, защитник. В настоящее время — главный тренер и вице-президент клуба Канадской Премьер-лиги «Йорк Юнайтед». Победитель Золотого кубка КОНКАКАФ 2000 года в составе сборной Канады, бронзовый призёр аналогичного турнира 2002 года.

## Ранние годы
Джимми родился в спортивной семье: его дед был боксёром, отец (ирландец по национальности) — хоккеистом, но мать (шотландка) отвела его в футбол. С детства он болел за «Селтик», а примерами для подражания ему служили полузащитники Джон Коллинз (Шотландия) и Франк Рейкаард (Нидерланды).

## Карьера

### В клубах
Играя на позиции левого защитника, иногда полузащитника, начинал играть в Онтарио, где выступал за команды Ньюмаркета, Брэдфорда, «Вудбридж Стайкерз». Играл за свою провинцию на юношеском уровне.
В 1994—1996 годах числился в итальянской «Соре». В 1996 году перешёл в английский «Бристоль Сити», выступавший во Второй лиге Англии. За 3 сезона в этой команде Джимми научился у тренера Джо Джордана и полузащитника Брайана Тиннайона, которые взяли его под свою опеку.
В октябре 1999 года Бреннан перешёл в «Ноттингем Форест» за £1 500 000, с которым боролся за выход в Премьер-лигу. В сезоне 2002/03 ему единожды удалось выйти в плей-офф за повышение в классе, где в полуфинальной двухматчевой серии их превзошёл «Шеффилд Юнайтед». Наиболее удачной выглядела его связка в защите с Десом Уокером, который помог ему отточить отборы. Во второй половине сезона 2000/01 Джим провёл на правах аренды 2 матча за «Хаддерсфилд Таун», который тогда же вылетел из «чемпионшипа».
Перед сезоном 2003/04 свободным трансфером перешёл в «Норвич Сити», с которым сразу одержал победу в «чемпионшипе», после чего вылетел из АПЛ в сезоне 2004/05. Играя за «канареек», пропустил много времени из-за травм. В сезоне 2005/06 сменил свой клуб на «Саутгемптон», обитавший в той же лиге.
8 сентября 2006 года подписал контракт с только что созданным клубом MLS «Торонто», став первым игроком в истории команды. 26 мая 2007 года он также стал первым канадцем, забившим за команду в играх MLS, поразив со штрафного ворота «Коламбус Крю».
6 апреля 2010 года, уже проведя один матч в сезоне, Джим заявил о завершении карьеры и переходе на должность помощника спортивного директора клуба Мо Джонсона. С 2011 года возглавляет юношескую академию клуба.

### В сборной
В 1993 году выступал за юношескую сборную Канады на провальном для неё чемпионате мира. Дебютировал в первой сборной страны в матче с Северной Ирландией 27 апреля 1999 года. В 2000 году стал победителем Золотого кубка КОНКАКАФ, что также позволило ему принять участие в Кубке конфедераций 2001 года, в 2002 году стал бронзовым призёром Золотого кубка. 10 сентября 2008 года матчем с Мексикой завершил выступления за сборную.

## Достижения

### Командные
Как игрока национальных сборных Канады:
- Кубок конфедераций:
  - Участник: 2001
- Золотой кубок КОНКАКАФ:
  - Победитель: 2000
  - Бронзовый призёр: 2002
  - Участник: 2005
- Чемпионат мира (до 17 лет):
  - Участник: 1993

Как игрока «Ноттингем Форест»:
- Чемпионат Футбольной лиги:
  - Полуфиналист плей-офф: 2002/03

Как игрока «Норвич Сити»:
- Чемпионат Футбольной лиги:
  - Чемпион: 2003/04 (выход в Премьер-лигу)

Как игрока «Торонто»:
- Чемпионат Канады:
  - Чемпион: 2009
  - Второе место: 2008